# Christoph Linz
Christoph Linz von Dorndorf foi um dos primeiros comerciantes do período colonial de Pernambuco. Nascido por volta de 1525 em Ulm, no Sacro Império Romano-Germânico, foi filho do também comerciante Sebald Linz von Dorndorf com uma camponesa cuja identidade é desconhecida. Seu nome aparece em alguns livros de história do Brasil grafado como Cristóvão Lins.
Em sua obra História do Brasil (1627), o Frei Vicente do Salvador cita por diversas vezes as empreitadas de Cristóvão Lins, alemão de nação, junto a outros personagens do período colonial, todos comandados por Duarte Coelho: os conflitos contra tribos nativas e eventuais acordos com algumas delas para a construção de vilas e engenhos. Segundo Frei Vicente, Cristóvão teria chegado a Pernambuco entre 1566 e 1572, e aqui constituiu família. Ele é, junto aos seus primos Konrad Linz, Roderich Linz e Sebald Linz, um dos ancestrais dos Lins brasileiros.